# Ductus thoracicus

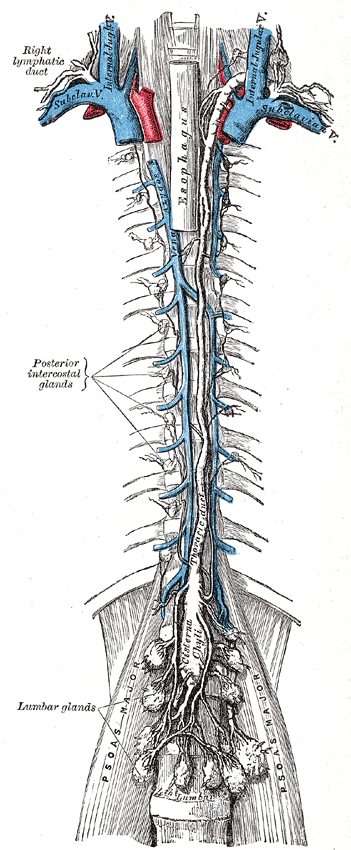
Vena azygos und Ductus thoracicus

Der Ductus thoracicus (von lateinisch ductus ‚Gang‘ und altgriechisch θώραξ thṓrax, deutsch ‚Brustkorb‘, lateinisch thorax) ist bei der Mehrzahl der Säugetiere einschließlich des Menschen ein Lymphsammelstamm in der Brusthöhle und damit Teil des lymphatischen Systems. Die Erstbeschreibung dieses Gangs erfolgte im 17. Jahrhundert (1651) durch Jean Pecquet bei Hunden, beim Menschen etwas später (1652) durch Thomas Bartholin.
Der Ductus thoracicus beginnt in der Lendenzisterne (Cisterna chyli), einem Lymphsammelsack ventral der ersten Lendenwirbel, der die gesamte Lymphe aus der Bauchhöhle, Beckenhöhle und den Beinen (bzw. Hintergliedmaßen) sammelt. Da ein Großteil der im Darm resorbierten Fette über die Lymphe abtransportiert wird, hat die Lymphe nach der Nahrungsaufnahme ein milchig-trübes Aussehen, weshalb der Ductus thoracicus im Deutschen auch als „Milchbrustgang“ bezeichnet wird.
Von der Lendenzisterne zieht der Ductus thoracicus, zwischen Aorta descendens und Wirbelsäule, durch den Hiatus aorticus des Zwerchfells  in die Brusthöhle und liegt hier rechts der Aorta. Auf Höhe des 5. Brustwirbels zieht er dann nach links und verläuft fortan hinter der Speiseröhre, zwischen Aorta und Wirbelsäule. In der Brusthöhle nimmt der Ductus thoracicus noch die Lymphe der Brustorgane, beim Menschen auch die des linken Armes (Truncus subclavius) und der linken Kopf-Halsseite (Truncus trachealis), auf und mündet in den linken Venenwinkel (Zusammenfluss von Vena subclavia und Vena jugularis interna zur Vena brachiocephalica).
Eine Ruptur des Ductus thoracicus führt zum Ausfluss von Lymphe in die Brusthöhle (Chylothorax).